# الدوري السويدي الدرجة الثانية 1951–52
الدوري السويدي الدرجة الثانية 1951–52 (بالسويدية: Division II i fotboll 1951/1952)‏ هو موسم من الدوري السويدي الدرجة الثانية. فاز فيه أيك سولنا.